# Bilder einer Metropole - Die Impressionisten in Paris

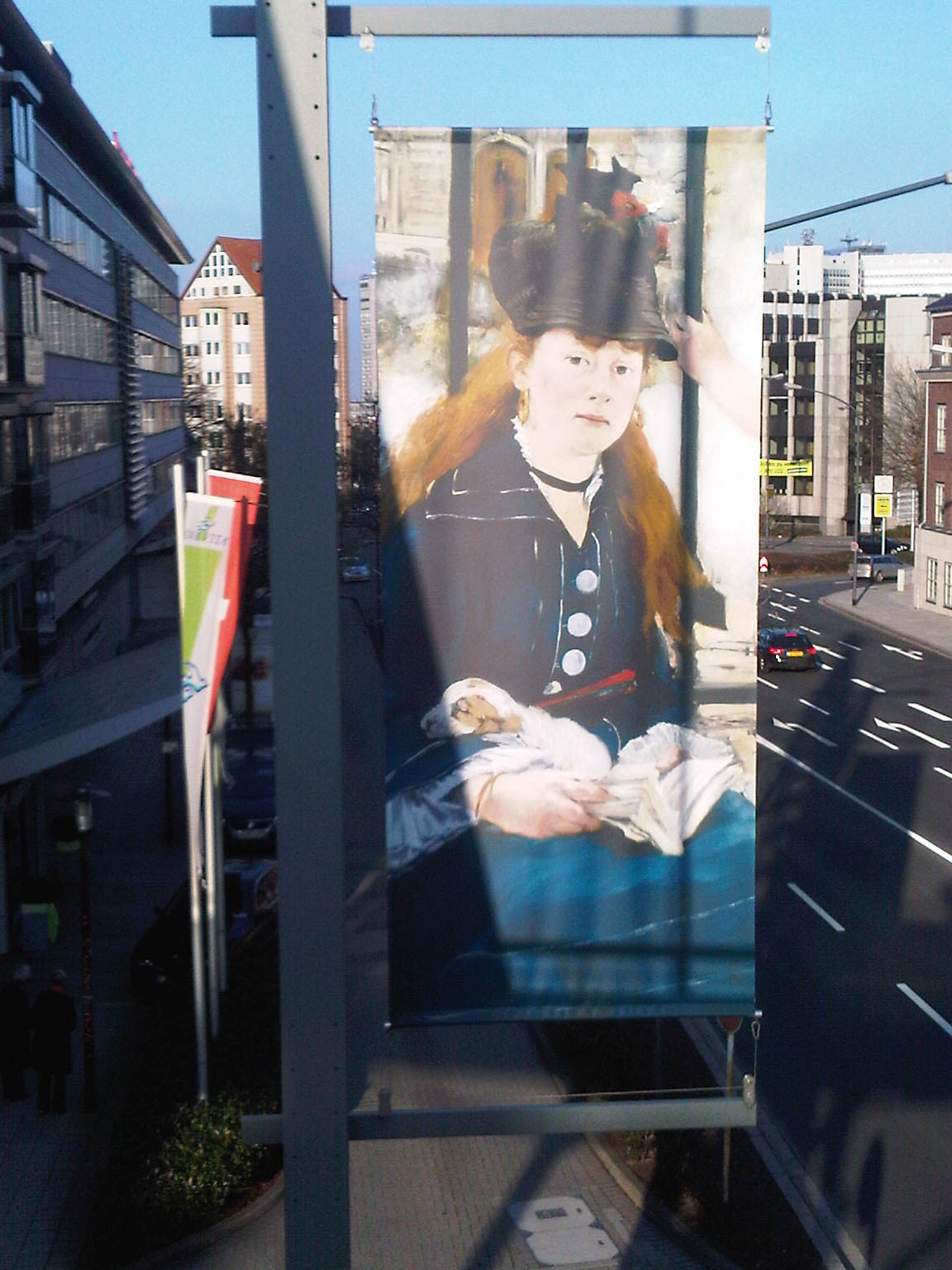
Уличный постер к выставке у входа в музей

«Bilder einer Metropole — Die Impressionisten in Paris» («Образы столицы — импрессионисты в Париже») — художественная выставка в музее Фолькванг, проходившая со 2 октября 2010 г. по 30 января 2011 г. и посвящённая главной столице нового времени, Парижу, увиденному глазами импрессионистов. Художники, жившие и работавшие в период между 1860 и 1900 гг. во французской столице, показывают город во времена стремительных преобразований: новые бульвары, площади, вокзалы, метро. Впервые город стал центральной темой искусства. Импрессионисты с их новыми живописными приёмами создали портрет современного городского социума, мест его работы и развлечений, картину современной столичной жизни.

## Экспозиция

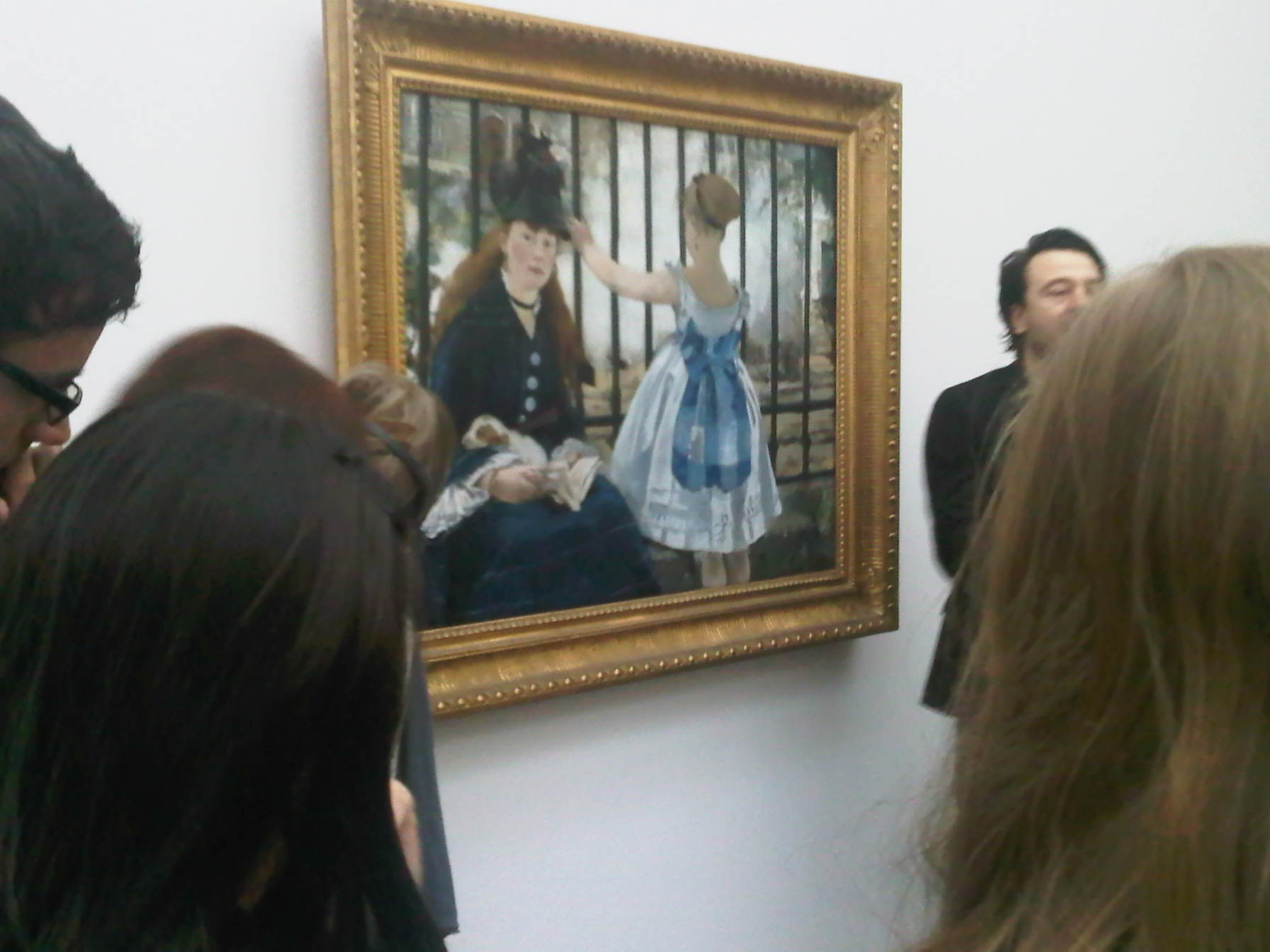
Экскурсия в залах музея. Посетители перед картиной Мане «Железная дорога»

Выставка показывает Париж, словно книгу, по главам. Она начинается с панорамного вида Монмартра, затем идут бульвары и улицы, площади и памятники, парки и кафе, виды из окон квартир и студий. Это позволяет посетителям почувствовать себя гуляющими вдоль набережных Парижа, заходящими на его вокзалы, осматривающими пригороды и вновь возвращающимися обратно в шум ночного города — в рестораны, театры, оперу и цирк.
Наряду с 80 полотнами таких известных мастеров как Мане, Писсарро, Моне, Ренуар и их современников Кайботта, Люса или Генетта, на выставке также представлены работы менее знаменитых художников, а также около 120 фотографий Гюстава Ле Гре, Эдуара Балсуса, Шарля Марвилля и других.
Выставка проходила под патронажем Ангелы Меркель и Николя Саркози.

## Отзывы критики
Критики в основном доброжелательно отозвались о выставке, называя её событием европейского масштаба. Во многом это стало возможным благодаря кураторам выставки Франсуазе Кашен, одной из основательниц музея Орсэ, и Франсуазе Рейно, эксперту по фотографии из музея Карнавале. Только их высокое реноме позволило заполучить для выставки не только работы из французских музеев, но также полотна из музеев Чикаго, Лос-Анджелеса и Вашингтона.

## Живописцы и фотографы
в алфавитном порядке
Жюль Адлер; Луи Анкетен; Эмиль Бернар; Луи Беру; Феликс Валлотон; Эдгар Дега; Андре Девамбе; Поль Гоген; Норбер Гонетт; Винсент ван Гог; Арман Гийомен; Федерико Дзандоменеги; Огюст-Антуан Кадоль; Гюстав Кайботт; Рамон Касас; Камиль Коро; Анри Кросс; Луиджи Луар; Максимильен Люс; Эдуар Мане; Анри Матисс; Максим Мауфра; Адольф Менцель; Эдвард Мунк; Виктор Навле; Камиль Писсаро; Огюст Ренуар; Илья Репин; Сантьяго Русиньоль; Джон Сингер Сарджент; Поль Сезанн; Жорж Сёра; Поль Синьяк; Альфред Сислей; Теофиль-Александр Стейнлен; Фритц Таулов; Джеймс Тиссо; Жан-Луи Форен; Луи Хокинс; Анри Эвенепул; Альберт Эдельфельт.

## Выставленные работы

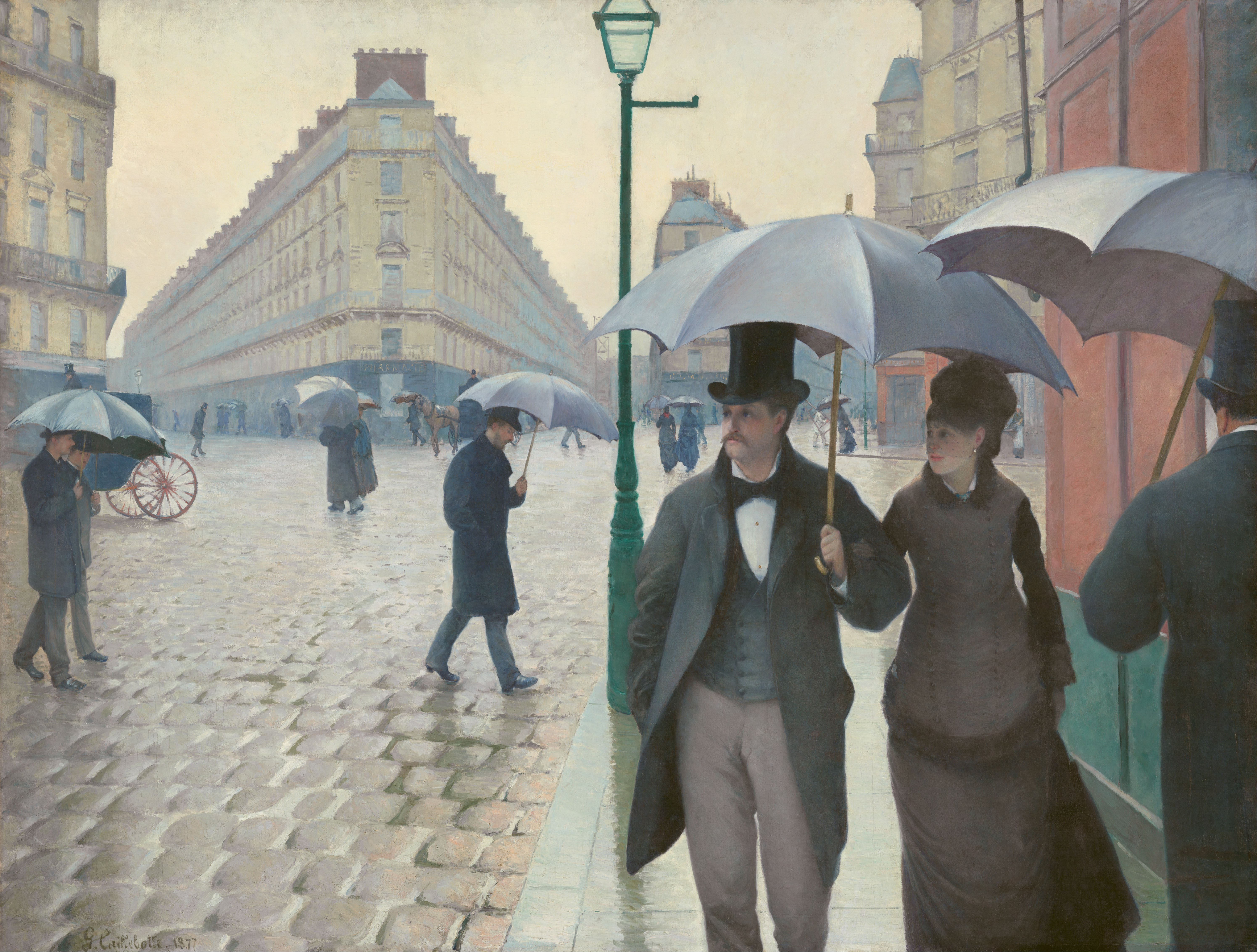
Дождливый день в Батиньольском квартале, Гюстав Кайботт, 1877. Институт искусств, Чикаго
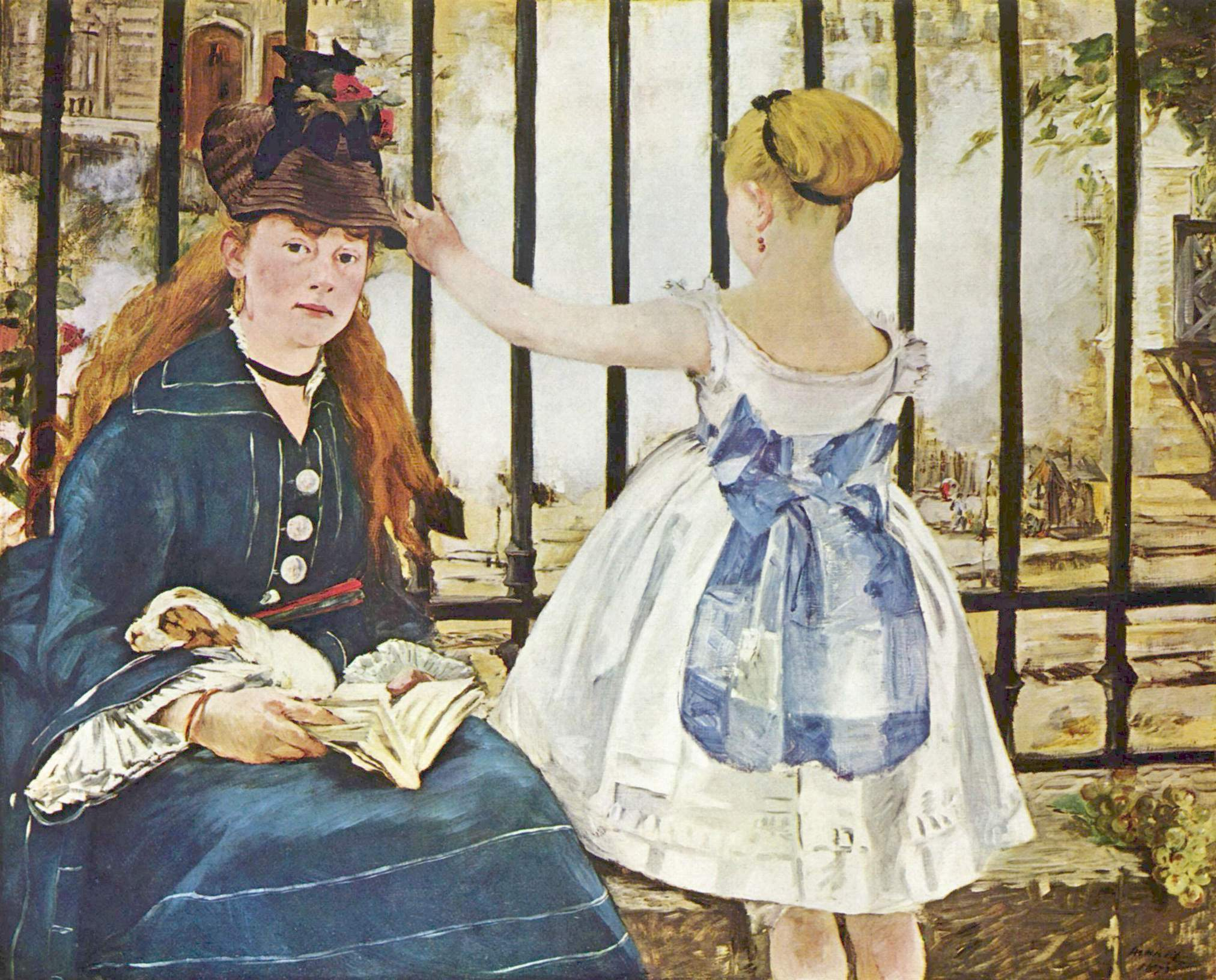
Железная дорога, Эдуар Мане, 1872-1873, Национальная галерея искусства
Бал в Мулен де ла Галетт Огюст Ренуар, 1876, музей Орсе
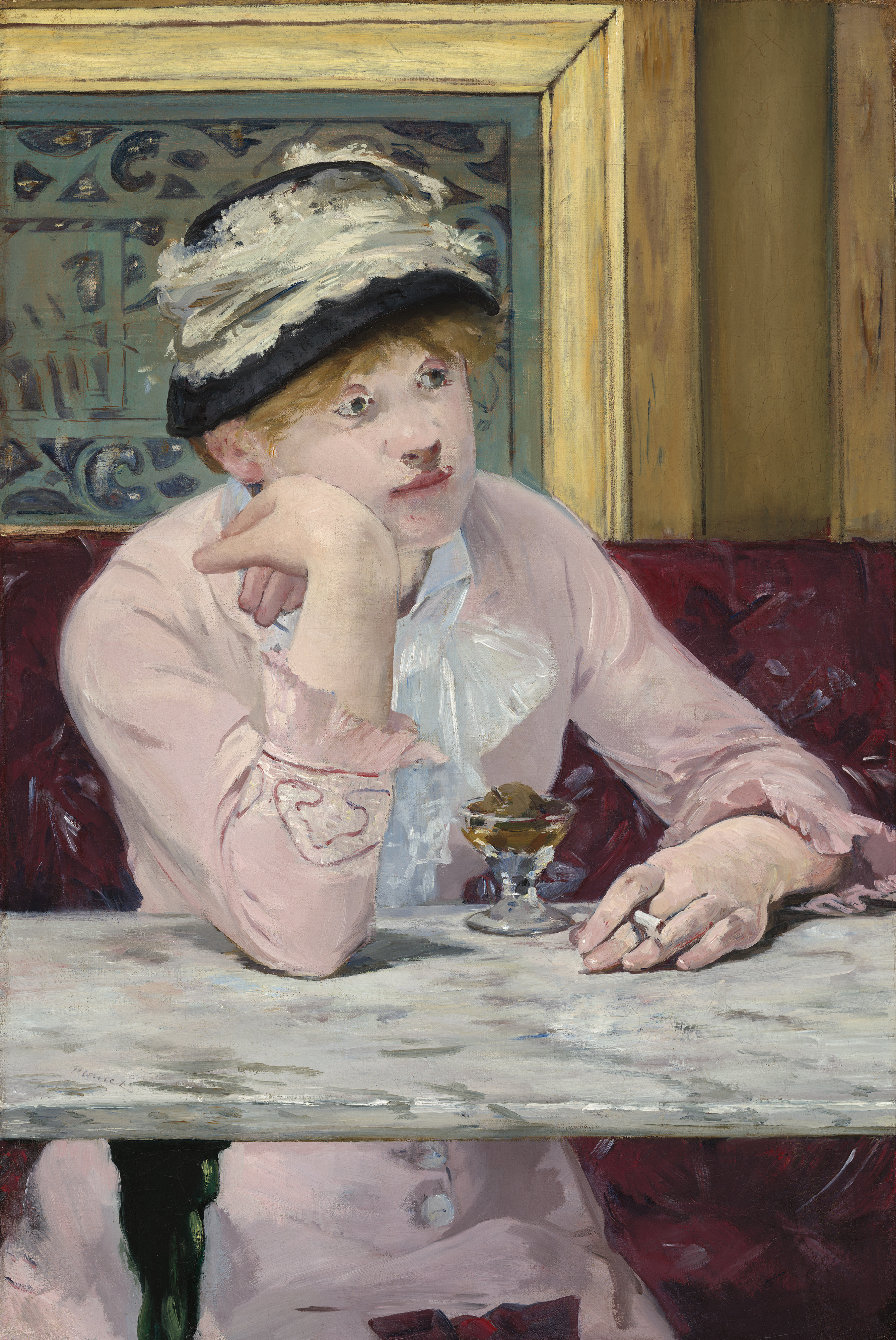
Сливовица, Эдуар Мане, 1877, Национальная галерея искусства
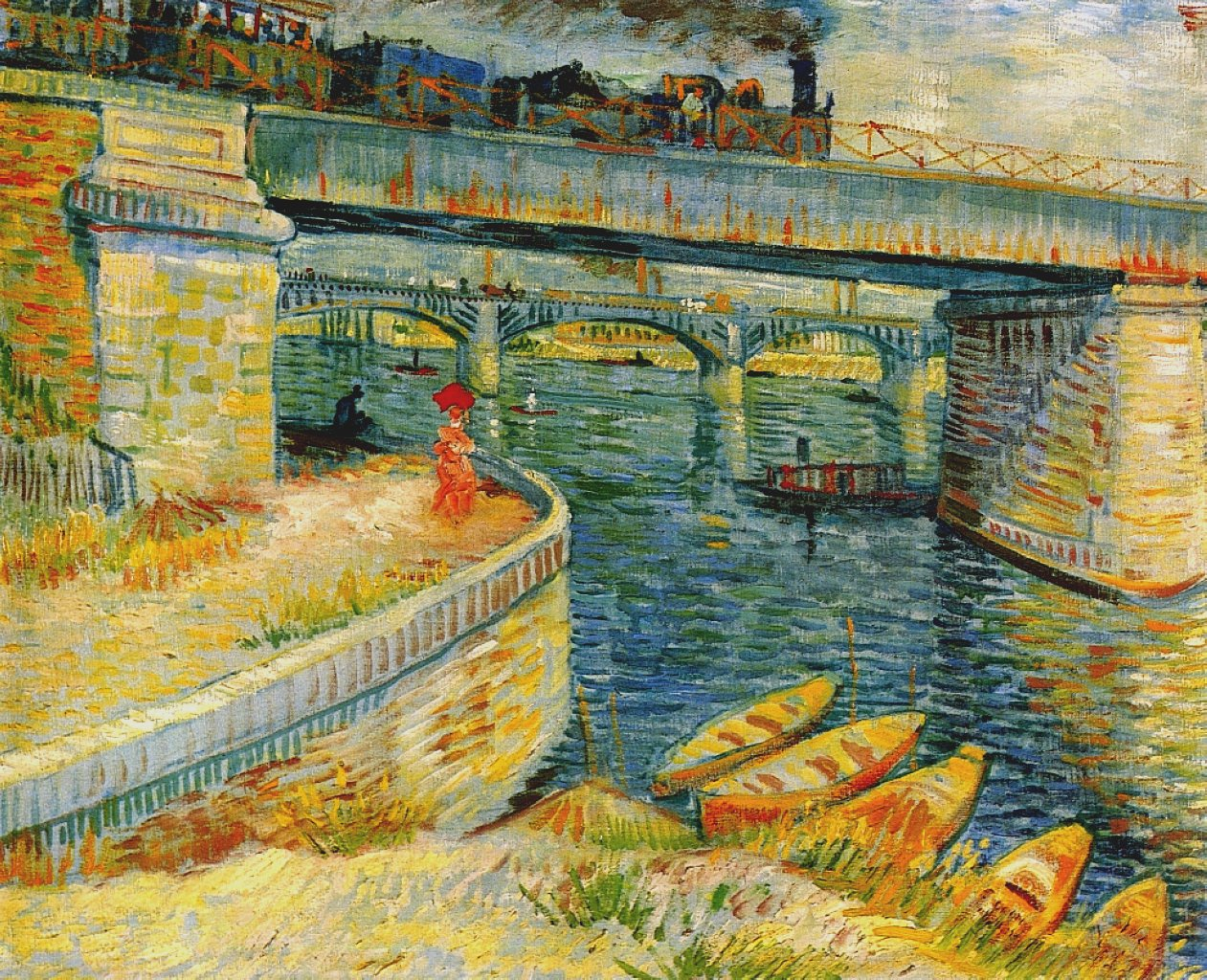
Мост через Сену в Аньере, Винсент ван Гог, 1887, Коллекция Бюрле
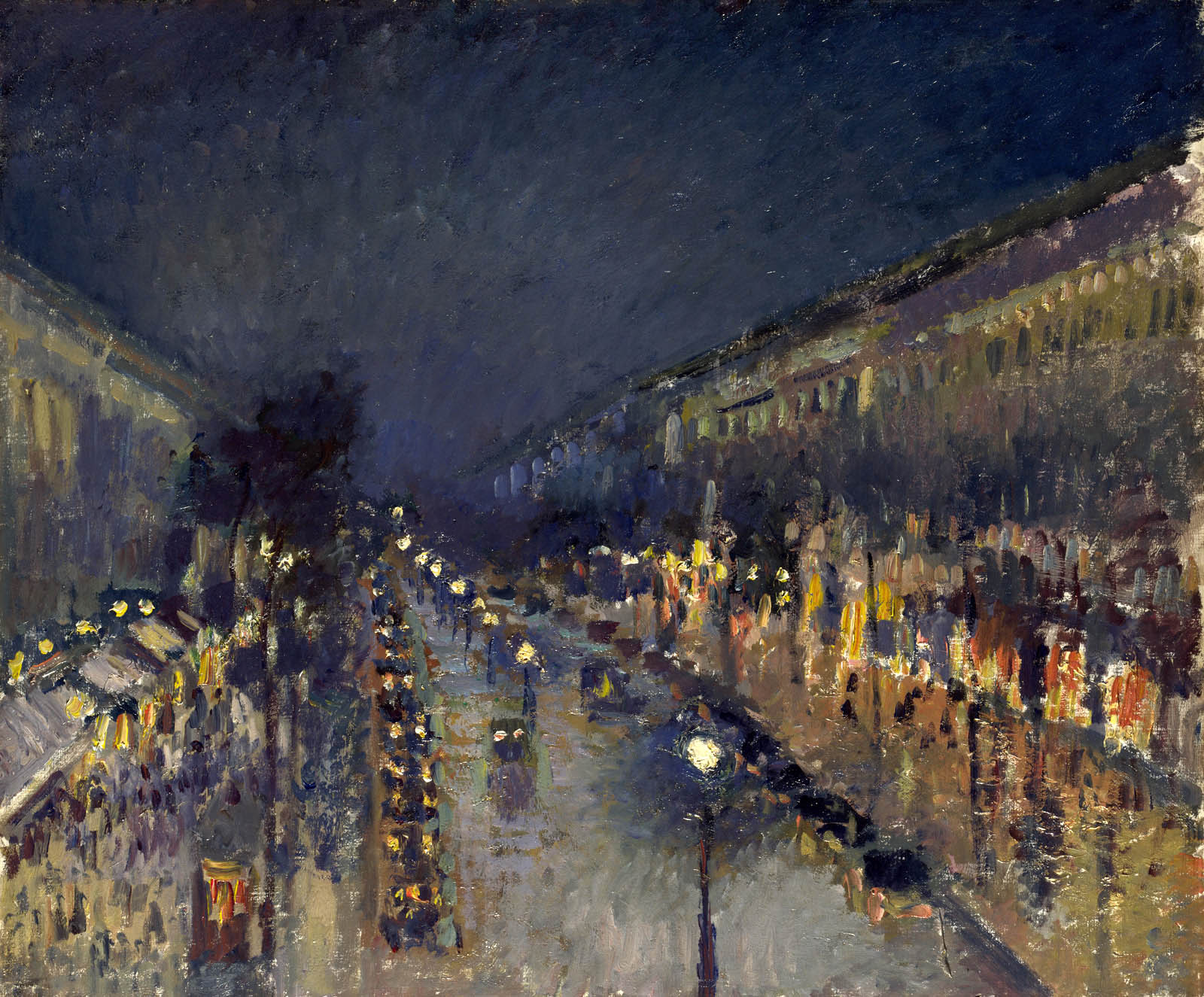
Бульвар Монмартр ночью, Камиль Писсаро, 1897, Лондонская Национальная галерея
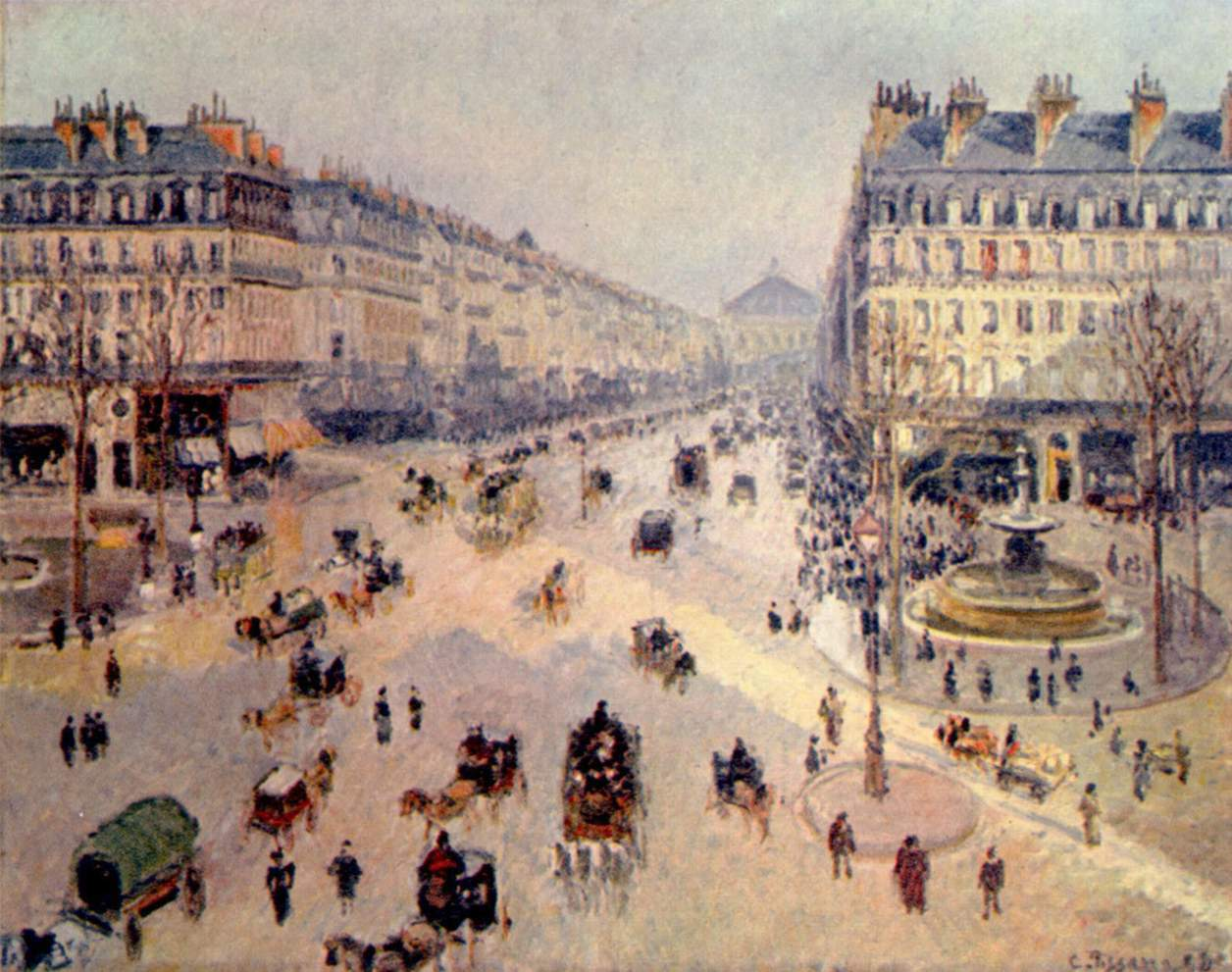
Авеню де л'Опера, Камиль Писсаро, 1898, Музей изящных искусств, Реймс
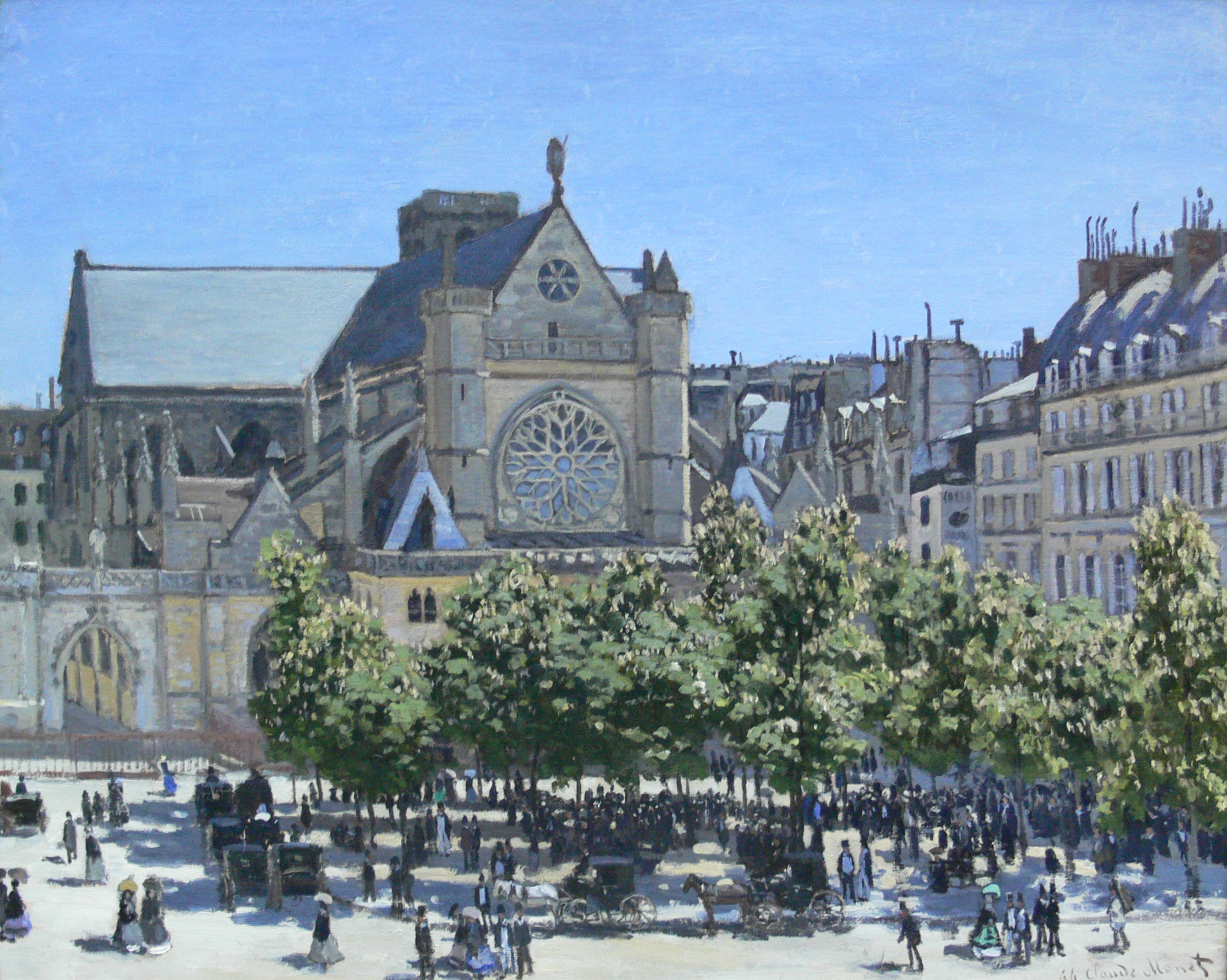
Сен-Жермен-л'Осерруа, Клод Моне, 1867, Старая национальная галерея
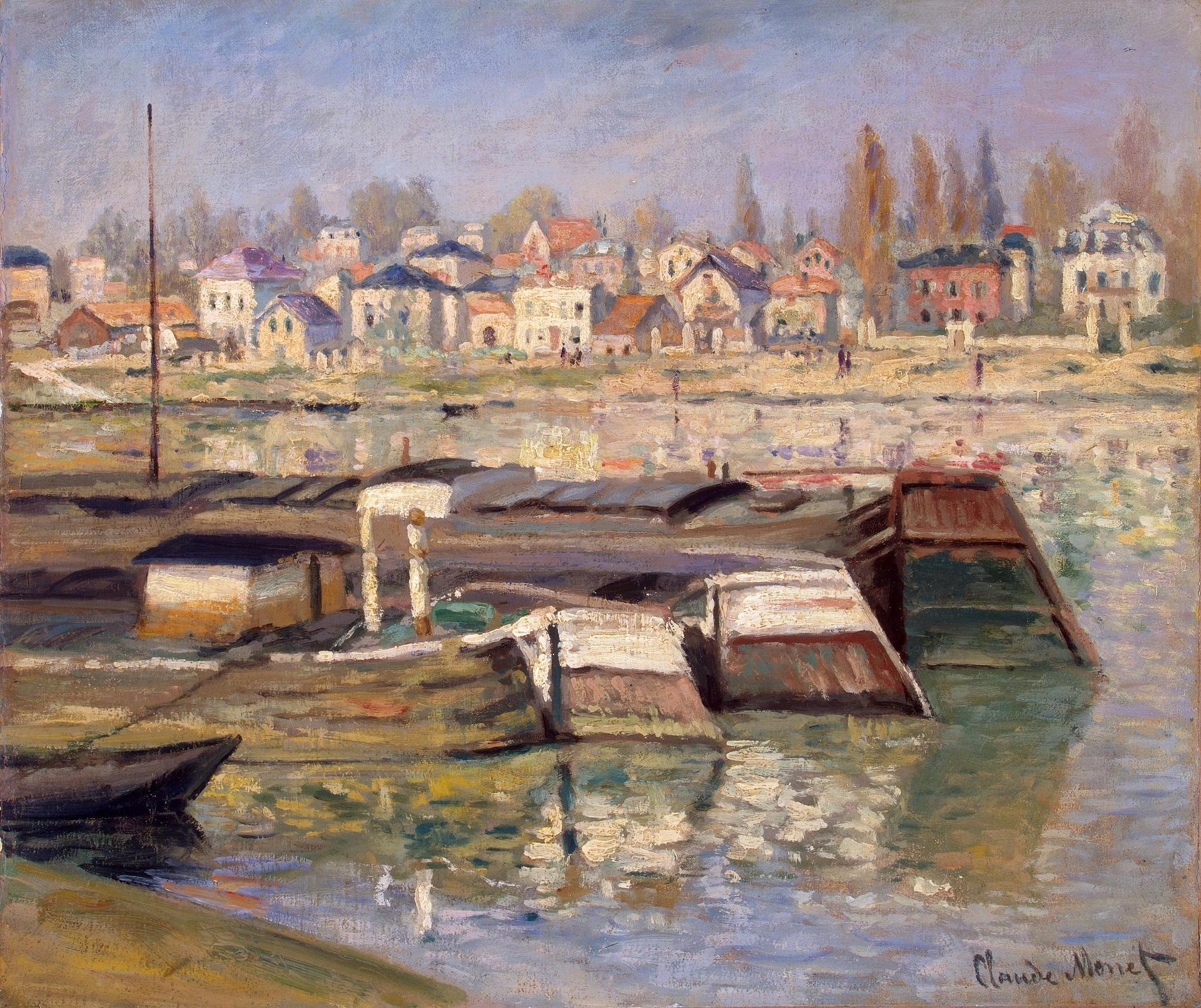
Сена в Аньере, Клод Моне, 1873, Эрмитаж
Улица Монье с флагами, Эдуард Мане, 1878, Музей Гетти
Бал-маскарад в парижской Опере, Эдуард Мане, Лондонская Национальная галерея
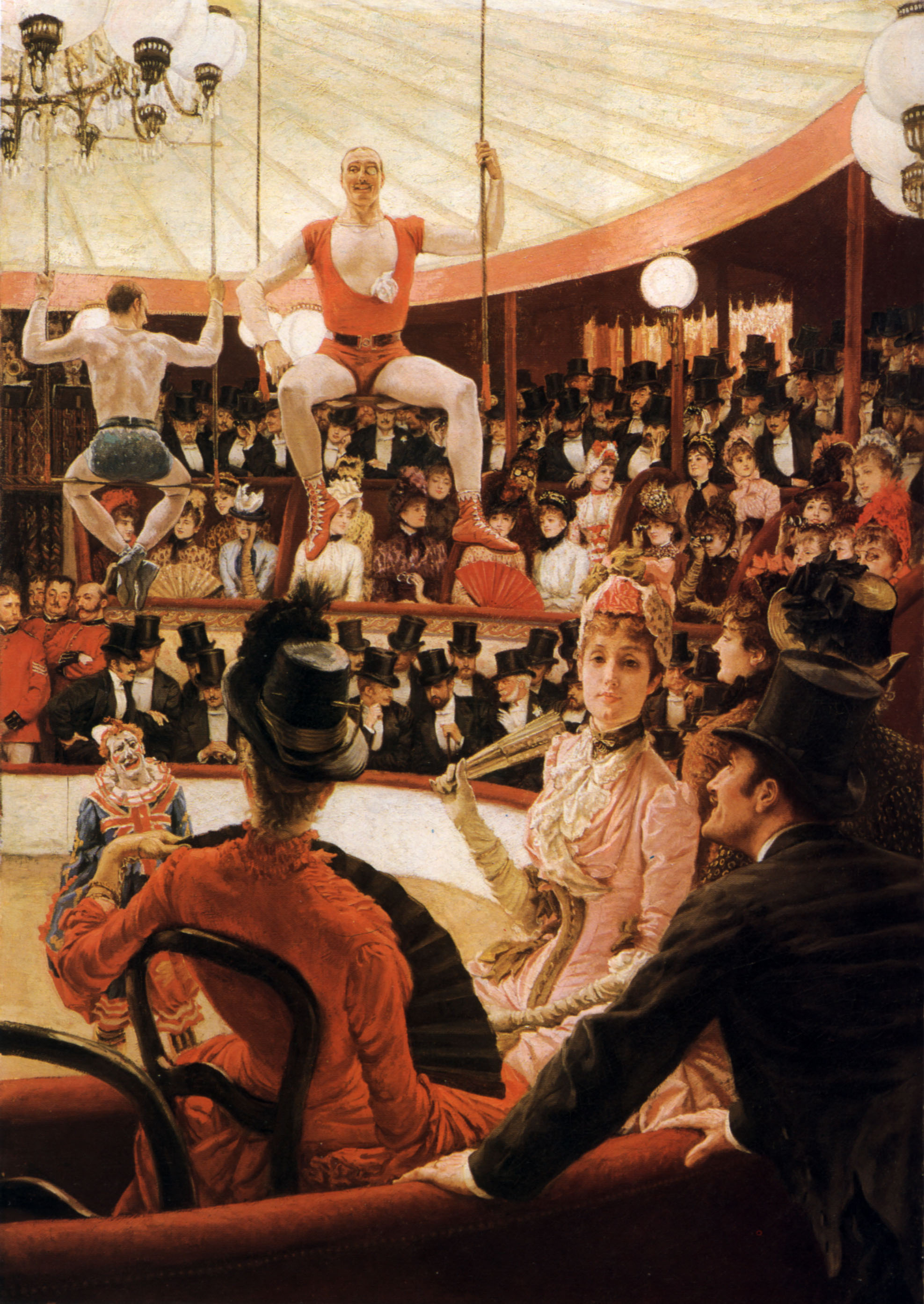
Женщины Парижа. Любительницы цирка, Джеймс Тиссо, 1873, Музей изящных искусств, Бостон
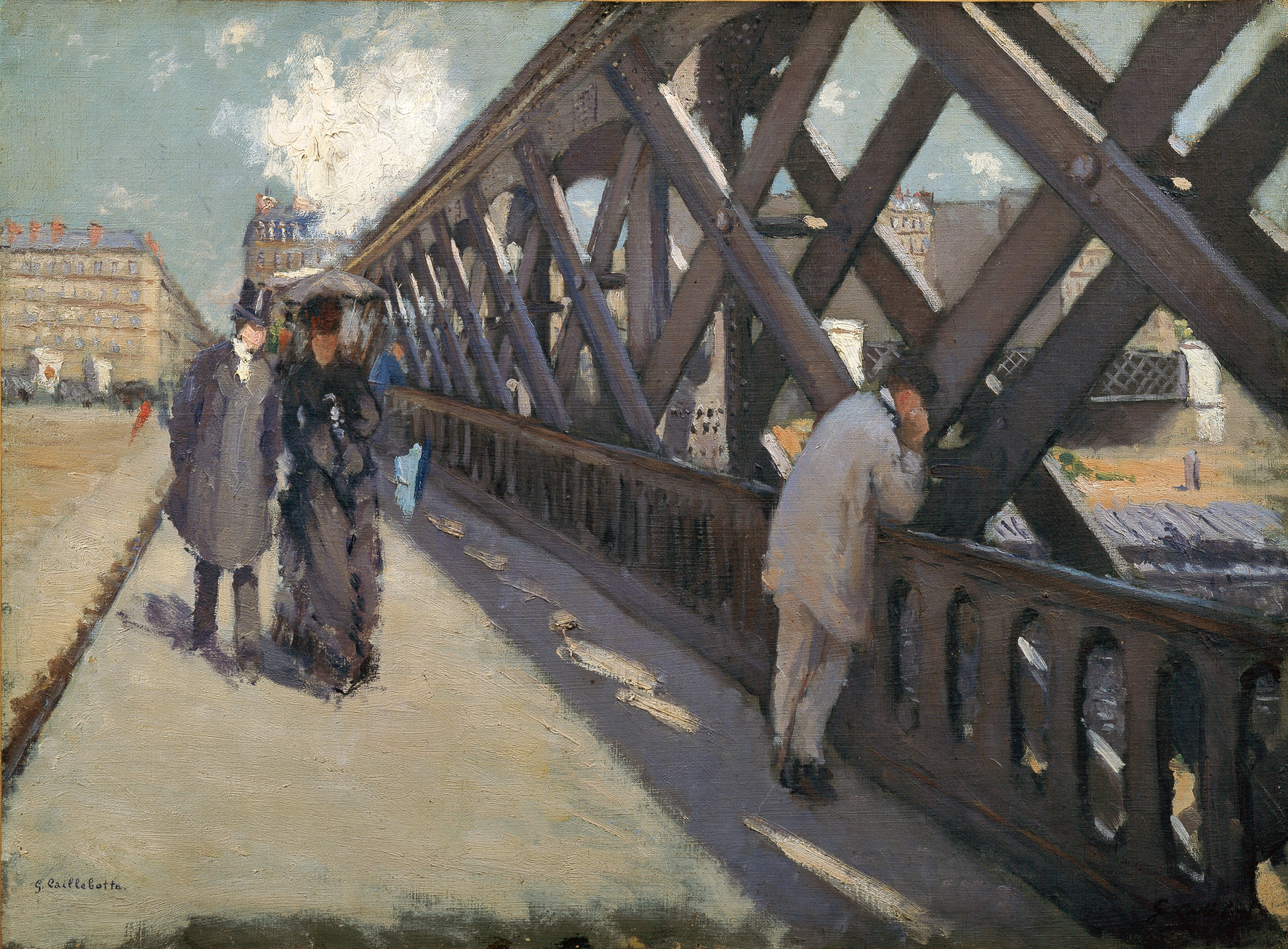
Мост Европы, Гюстав Кайботт, 1876, Музей Пти-Пале
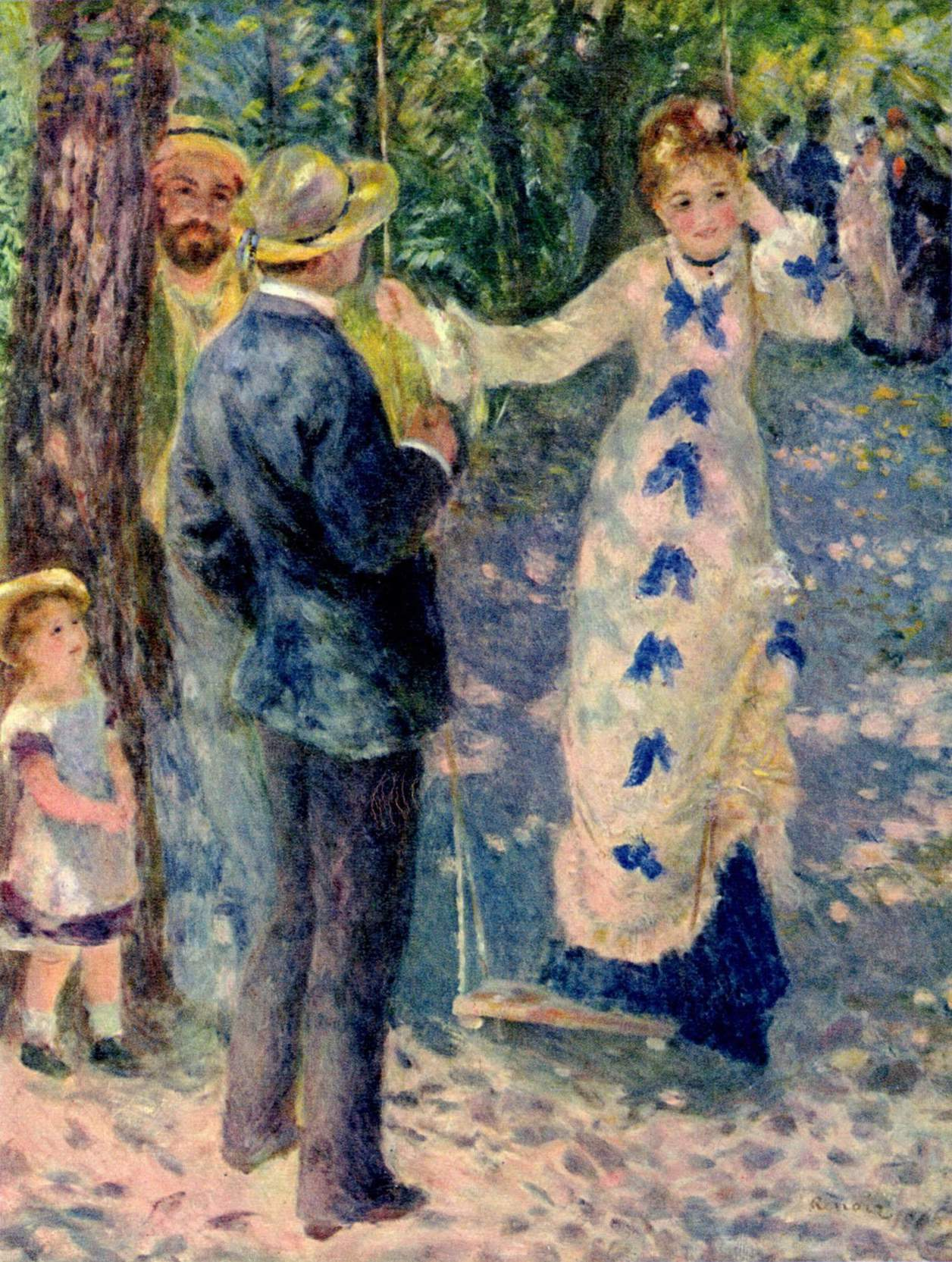
Качели, Огюст Ренуар, 1876, музей Орсе